# باشگاه فوتبال چدار
باشگاه فوتبال چدار (به انگلیسی: Cheddar Association Football Club) یک باشگاه فوتبال در شهر چدار، کشور انگلستان است که در سال ۱۸۹۲ میلادی تأسیس شده‌است.